# Stor-Alberga
Stor-Alberga (finska: Suur-Leppävaara) är ett storområde i Esbo stad. Esbo stad är indelat i sju storområden och storområdesindelningen används av stadens administration. Stadsdelar i Stor-Alberga är Karabacka, Kilo, Dalsvik, Alberga, Fågelberga, Klappträsk, Smedsby och Gröndal.